# Бад-Вильснак
Бад-Ви́льснак (нем. Bad Wilsnack) — город в Германии, курорт, расположен в земле Бранденбург.
Входит в состав района Пригниц. Подчиняется управлению Бад Вильснак/Вайзен. Население составляет 2635 человек (на 31 декабря 2010 года). Занимает площадь 79,21 км². Официальный код — 12 0 70 008.
Город подразделяется на 8 городских районов.
| Год  | Население |
| ---- | --------- |
| 2005 | 2923      |
| 2010 | 2671      |

## Политика

### Городской совет
Помимо почетного мэра, городской совет состоит из 16 городских советников.
| Партия / группа избирателей               | места     |
| ----------------------------------------- | --------- |
| Свободная демократическая партия          | четвёртый |
| Христианско-демократический союз Германии | четвёртый |
| Независимое сообщество избирателей        | четвёртый |
| Социал-демократическая партия Германии    | третий    |
| Альянс 90 / Зеленые                       | 1         |

По состоянию на: местные выборы 26 мая 2019 года.

### Мэр
- 1990—2014: Дитрих Гаппа (ХДС)[2] ;
- с 2014 года: Ханс-Дитер Шпильманн[3]

Шпильманн был избран на выборах мэра 26 мая 2019 года на следующий пятилетний срок общим числом голосов в размере 75,2 %.

## Герб
Герб был утвержден 8 января 1992 года.
Герб: «Голубым на зеленом полу серебряная церковь с красной черепичной крышей и мансардными окнами, черной дверью, черными окнами и круглой башней по обе стороны портала; у башен есть остроконечные красные заостренные крыши».
Достопримечательностью города является церковь Святой Крови и Святого Николая, освящённая в честь произошедшего здесь в 1383 года чуда, когда на месте сгоревшего дотла стоявшего на её месте деревянного старого храма обнаружены были невредимыми три кровоточившие гостии.